# Зелена Поляна (Ключівський район)
Зелена Поля́на (рос. Зелёная Поляна) — село у складі Ключівського району Алтайського краю, Росія. Адміністративний центр Зеленополянської сільської ради.

## Населення
Населення — 447 осіб (2010; 461 у 2002).
Національний склад (станом на 2002 рік):
- росіяни — 90 %